# Біггорн
Біґгорн (англ. Bighorn No. 8) — муніципальний район в Канаді, у провінції Альберта.

## Населення
За даними перепису 2016 року, муніципальний район нараховував 1334 жителів, показавши скорочення на 0,5%, порівняно з 2011-м роком. Середня густина населення становила 0,5 осіб/км².
З офіційних мов обидвома одночасно володіли 195 жителів, тільки англійською — 1 130, а 10 — жодною з них. Усього 130 осіб вважали рідною мовою не одну з офіційних, з них 10 — одну з корінних мов, а 5 — українську.
Працездатне населення становило 76,9% усього населення, рівень безробіття — 4,8% (7% серед чоловіків та 3,8% серед жінок). 77,1% були найманими працівниками, 22,9% — самозайнятими.
Середній дохід на особу становив $70 131 (медіана $45 653), при цьому для чоловіків — $86 864, а для жінок $51 340 (медіани — $57 216 та $35 904 відповідно).
29,6% мешканців мали закінчену шкільну освіту, не мали закінченої шкільної освіти — 7,9%, 62,5% мали післяшкільну освіту, з яких 38,5% мали диплом бакалавра, або вищий.
| Статево-вікова структура населення | Статево-вікова структура населення | Статево-вікова структура населення | Статево-вікова структура населення | Статево-вікова структура населення |
| ---------------------------------- | ---------------------------------- | ---------------------------------- | ---------------------------------- | ---------------------------------- |
|                                    |                                    |                                    |                                    |                                    |
| Всього                             | Всього                             | 53,0%47,0%                         |                                    |                                    |
| 0 — 14 років                       | 0 — 14 років                       |                                    | 15,9%                              | 15,9%                              |
| 15 — 64 років                      | 15 — 64 років                      |                                    | 68,9%                              | 68,9%                              |
| 65 і більше                        | 65 і більше                        |                                    | 15,2%                              | 15,2%                              |
| 85 і більше                        | 85 і більше                        |                                    | 0,8%                               | 0,8%                               |
| Середній вік (років)               | Середній вік (років)               | 42,543,0                           | 42,7                               | 42,7                               |
| Медіана (років)                    | Медіана (років)                    | 44,745,9                           | 45,0                               | 45,0                               |
| — чоловіки — жінки                 |                                    |                                    |                                    |                                    |

| Походження мешканців:     | Походження мешканців:     | Походження мешканців: | Походження мешканців: | Походження мешканців: |
| ------------------------- | ------------------------- | --------------------- | --------------------- | --------------------- |
| Походження                |                           |                       | осіб                  | %                     |
| Корінні американці        | Корінні американці        |                       | 70                    | 5.43%                 |
| Інше північноамериканське | Інше північноамериканське |                       | 270                   | 20.93%                |
| Європейське               | Європейське               |                       | 1 155                 | 89.53%                |
| британське                | британське                |                       | 810                   | 62.79%                |
| французьке                | французьке                |                       | 200                   | 15.5%                 |
| українське                | українське                |                       | 95                    | 7.36%                 |
| Африканське               | Африканське               |                       | 10                    | 0.78%                 |
| Азійське                  | Азійське                  |                       | 25                    | 1.94%                 |
| Океанійське               | Океанійське               |                       | 15                    | 1.16%                 |

| Зайнятість населення за галузями (за класифікацією NOC): | Зайнятість населення за галузями (за класифікацією NOC): | Зайнятість населення за галузями (за класифікацією NOC): | Зайнятість населення за галузями (за класифікацією NOC): | Зайнятість населення за галузями (за класифікацією NOC): |
| -------------------------------------------------------- | -------------------------------------------------------- | -------------------------------------------------------- | -------------------------------------------------------- | -------------------------------------------------------- |
|                                                          |                                                          |                                                          |                                                          |                                                          |
| Управління                                               | Управління                                               |                                                          | 13,3%                                                    | 13,3%                                                    |
| Бізнес, фінанси та адміністрування                       | Бізнес, фінанси та адміністрування                       |                                                          | 12,7%                                                    | 12,7%                                                    |
| Природничі та прикладні науки                            | Природничі та прикладні науки                            |                                                          | 7,8%                                                     | 7,8%                                                     |
| Охорона здоров'я                                         | Охорона здоров'я                                         |                                                          | 6,6%                                                     | 6,6%                                                     |
| Освіта, правозахист, муніципальні та урядові служби      | Освіта, правозахист, муніципальні та урядові служби      |                                                          | 12%                                                      | 12%                                                      |
| Мистецтво, культура, відпочинок та спорт                 | Мистецтво, культура, відпочинок та спорт                 |                                                          | 1,2%                                                     | 1,2%                                                     |
| Роздрібна торгівля та послуги                            | Роздрібна торгівля та послуги                            |                                                          | 15,7%                                                    | 15,7%                                                    |
| Гуртова торгівля, транспорт та обладнання                | Гуртова торгівля, транспорт та обладнання                |                                                          | 21,7%                                                    | 21,7%                                                    |
| Природні ресурси, сільське господарство                  | Природні ресурси, сільське господарство                  |                                                          | 6%                                                       | 6%                                                       |
| Виробництво                                              | Виробництво                                              |                                                          | 3,6%                                                     | 3,6%                                                     |

## Населені пункти
До складу муніципального району входять містечко Кенмор, літні села Ґост-Лейк, Вайпрес, індіанська резервація Стоуні 142, 143, 144, а також хутори, інші малі населені пункти та розосереджені поселення.

## Клімат
Середня річна температура становить 1,7°C, середня максимальна – 18,9°C, а середня мінімальна – -16°C. Середня річна кількість опадів – 546 мм.
| Клімат поселення                              | Клімат поселення | Клімат поселення | Клімат поселення | Клімат поселення | Клімат поселення | Клімат поселення | Клімат поселення | Клімат поселення | Клімат поселення | Клімат поселення | Клімат поселення | Клімат поселення | Клімат поселення |
| Показник                                      | Січ.             | Лют.             | Бер.             | Квіт.            | Трав.            | Черв.            | Лип.             | Серп.            | Вер.             | Жовт.            | Лист.            | Груд.            |                  |
| Середній максимум, °C                         | −2,65            | −0,1             | 2,62             | 7,61             | 12,52            | 16,47            | 18,72            | 18,89            | 14,32            | 10,08            | 2,33             | −1,49            |                  |
| Середня температура, °C                       | −9,3             | −6,75            | −4,03            | 0,96             | 5,88             | 9,81             | 12,21            | 12,37            | 7,80             | 3,56             | −4,18            | −8,01            |                  |
| Середній мінімум, °C                          | −15,96           | −13,39           | −10,69           | −5,7             | −0,78            | 3,17             | 5,68             | 5,84             | 1,30             | −2,95            | −10,69           | −14,52           |                  |
| Норма опадів, мм                              | 20               | 21               | 29               | 38               | 68               | 90               | 80               | 77               | 53               | 26               | 25               | 19               |                  |
| Середньомісячна швидкість вітру, м/с          | 3.70             | 3.38             | 3.58             | 3.48             | 3.34             | 3.25             | 2.95             | 2.81             | 3.07             | 3.56             | 3.67             | 3.62             |                  |
| Середньомісячна сонячна радіація, кДж/м²·день | 4205             | 7835             | 12801            | 16907            | 20136            | 21387            | 22442            | 19104            | 13369            | 8137             | 4329             | 3214             |                  |
| --------------------------------------------- | ---------------- | ---------------- | ---------------- | ---------------- | ---------------- | ---------------- | ---------------- | ---------------- | ---------------- | ---------------- | ---------------- | ---------------- | ---------------- |
| Джерело:                                      |                  |                  |                  |                  |                  |                  |                  |                  |                  |                  |                  |                  |                  |